# Lijst van beelden in Raalte
Dit is een (onvolledige) chronologische lijst van beelden in Raalte. Onder een beeld wordt hier verstaan elk driedimensionaal kunstwerk in de openbare ruimte van de Nederlandse gemeente Raalte, waarbij beeld wordt gebruikt als verzamelbegrip voor sculpturen, standbeelden, installaties, gedenktekens en overige beeldhouwwerken.
| Geplaatst | Omschrijving                 | Kunstenaar      | Straat             | Plaats | Materiaal                                       | Afbeelding |
| --------- | ---------------------------- | --------------- | ------------------ | ------ | ----------------------------------------------- | ---------- |
| 1963      | Schouder aan schouder        | Gerard Bruning  | Marktstraat        | Heino  | beton op voet van baksteen                      |            |
| 1967      | zonder titel                 | Willem Hussem   | Westdorplaan       | Raalte | metaal                                          |            |
| 1996      | De discuswerper              | Joop Holsbergen | Kloostermanshof    | Heino  | brons op voet van graniet                       |            |
| 2000      | De uil                       | Joop Holsbergen | Paalweg            | Heino  | brons op voet van graniet                       |            |
| 2002      | Zonder titel (ook "Hondjes") | Jan Snoeck      | Haverakker         | Heino  | keramiek op stalen platen op een voet van beton |            |
| 2003      | Kindermonument               | onbekend        | R.K.-begraafplaats | Heino  | zandsteen                                       |            |
| 2007      | Spiegelkarper                | Maria Jeronimus | Paalweg            | Heino  | roestvast staal                                 |            |